# La Chapèla d'Uçon
La Chapelle-sur-Usson és un municipi francès situat al departament del Puèi Domat i a la regió d'Alvèrnia-Roine-Alps. L'any 2007 tenia 72 habitants.

## Demografia

### Població
El 2007 la població de fet de La Chapelle-sur-Usson era de 72 persones. Hi havia 36 famílies de les quals 12 eren unipersonals (12 dones vivint soles i 12 dones vivint soles), 12 parelles sense fills, 8 parelles amb fills i 4 famílies monoparentals amb fills.
La població ha evolucionat segons el següent gràfic:
Habitants censats

### Habitatges
El 2007 hi havia 71 habitatges, 36 eren l'habitatge principal de la família, 28 eren segones residències i 6 estaven desocupats. Tots els 70 habitatges eren cases. Dels 36 habitatges principals, 33 estaven ocupats pels seus propietaris i 4 estaven llogats i ocupats pels llogaters; 7 tenien tres cambres, 13 en tenien quatre i 17 en tenien cinc o més. 26 habitatges disposaven pel capbaix d'una plaça de pàrquing. A 19 habitatges hi havia un automòbil i a 11 n'hi havia dos o més.

### Piràmide de població
La piràmide de població per edats i sexe el 2009 era:
| Homes | Edats   | Dones |
| ----- | ------- | ----- |
| 0     | 95 o +  | 0     |
| 0     | 90 a 94 | 0     |
| 0     | 85 a 89 | 0     |
| 4     | 80 a 84 | 0     |
| 0     | 75 a 79 | 4     |
| 0     | 70 a 74 | 0     |
| 8     | 65 a 69 | 16    |
| 0     | 60 a 64 | 0     |
| 0     | 55 a 59 | 0     |
| 4     | 50 a 54 | 0     |
| 4     | 45 a 49 | 0     |
| 0     | 40 a 44 | 0     |
| 0     | 35 a 39 | 4     |
| 8     | 30 a 34 | 0     |
| 0     | 25 a 29 | 4     |
| 0     | 20 a 24 | 0     |
| 0     | 15 a 19 | 0     |
| 0     | 10 a 14 | 0     |
| 0     | 5 a 9   | 0     |
| 0     | 0 a 4   | 0     |

## Economia
El 2007 la població en edat de treballar era de 41 persones, 26 eren actives i 15 eren inactives. De les 26 persones actives 23 estaven ocupades (11 homes i 12 dones) i 3 estaven aturades (2 homes i 1 dona). De les 15 persones inactives 10 estaven jubilades, 1 estava estudiant i 4 estaven classificades com a «altres inactius».
Activitats econòmiques
Dels 8 establiments que hi havia el 2007, 1 era d'una empresa alimentària, 1 d'una empresa de construcció, 2 d'empreses de comerç i reparació d'automòbils, 2 d'empreses d'hostatgeria i restauració i 2 d'empreses de serveis.
Dels 3 establiments de servei als particulars que hi havia el 2009, 1 era una lampisteria i 2 restaurants.
L'any 2000 a La Chapelle-sur-Usson hi havia 3 explotacions agrícoles que ocupaven un total de 192 hectàrees.

## Poblacions més properes
El següent diagrama mostra les poblacions més properes.